# Das Professorenkollegium tagt
Das Professorenkollegium tagt war von 1964 bis 1990 eine Fernsehsendung des Deutschen Fernsehfunks beziehungsweise des Fernsehens der DDR, die aus einer 1963 beim Berliner Rundfunk gestarteten Live-Diskussion hervorging.

## Struktur und Geschichte
Diese unter der Gesprächsleitung von Hans Jacobus einmal im Monat mittwochabends (19.50–21.20 Uhr) veranstaltete 90-minütige Live-Diskussion unter Professoren der verschiedensten Fachrichtungen wurde als Hörfunksendung zum ersten Mal am Mittwoch, dem 10. April 1963, im Berliner Rundfunk ausgestrahlt. Die zehnköpfige Professoren-Runde befasste sich mit vom Moderator ausgewählten und zur Diskussion gestellten Publikumsfragen.
Dieses Hörfunkformat wurde bereits 18 Monate später vom Deutschen Fernsehfunk regelmäßig im Funkhaus Nalepastraße aufgezeichnet und ab Sonntag, dem 25. Oktober 1964, 11.00-12.30 Uhr bis ins Jahr 1990 jeweils am darauf folgenden Sonntag ausgestrahlt. Mit der Eröffnung der zweiten Programms im Jahr 1969 wechselte die Ausstrahlung ins dortige Freitagabend- später ins Sonnabendnachmittags-Programm.
Die Hörfunkausstrahlungen eingeschlossen, lief Das Professorenkollegium tagt in über 300 Folgen 27 Jahre lang (außer in den Sendepausen während der Sommerferien) im Hörfunk- und Fernseh-Programm der DDR.

## Mitglieder des Professorenkollegiums
- Fritz Bernhard (1913–1993), Physiker
- Hermann Budzislawski (1901–1978), Journalist
- Ilse Claassen (1920–1981), Veterinärmedizinerin
- Heinrich Dathe (1910–1991), Zoologe
- Stefan Doernberg (1924–2010), Historiker und Diplomat
- Ursula Fehlig (1928–1982), Modedesignerin, Modegrafikerin und Professorin
- Anita Grandke (* 1932), Juristin für Zivilrecht und Familienrecht
- Lea Grundig (1906–1977), Malerin und Grafikerin
- Rigobert Günther (1928–2000), Althistoriker
- Helmut Klein (1930–2004), Pädagoge
- Alfred Kosing (1928–2020), Philosoph
- Dietrich Mühlberg (* 1936), Kulturwissenschaftler
- Edith Oeser (* 1930), Völkerrechtlerin
- Otto Prokop (1921–2009), Gerichtsmediziner und forensischer Serologe
- Eberhard Rebling (1911–2008), Pianist, Musik- und Tanzwissenschaftler
- Otto Reinhold (1925–2016), Wirtschaftswissenschaftler
- Hannelore Riedel (1928–2020), Wirtschaftswissenschaftlerin
- Sinaida Rosenthal (1932–1988), Biochemikerin und Molekularbiologin
- Anneliese Sälzler (* 1927), Sozialhygienikerin
- Ursula Schlenther (1919–1979), Ethnologin und Altamerikanistin
- Rita Schober (1918–2012), Romanistin und Literaturwissenschaftlerin
- Irmgard Sellnow (1922–2010), Ethnologin
- Niels Sönnichsen (1930–2021), Dermatologe und Immunologe
- Günter Tembrock (1918–2011), Zoologe, Verhaltensforscher und Autor
- Klaus Thiessen (* 1927), Physiker
- Diedrich Wattenberg (1909–1996), Astronom
- Anita Weißbach-Rieger (1934–2021), Gynäkologin
- Kurt Winter (1910–1987), Sozialmediziner, Hochschullehrer, Publizist und Gesundheitspolitiker